# Patrick Rafter
Patrick Michael „Pat“ Rafter (* 28. Dezember 1972 in Mount Isa, Queensland) ist ein ehemaliger australischer Tennisspieler. Er war vom 26. Juli 1999 bis zum 1. August 1999 eine Woche lang die Nummer 1 der Weltrangliste.

## Karriere
Rafter gewann die US Open in den Jahren 1997 und 1998. Im Jahr 2000 war er kurz davor, der erste Australier nach Pat Cash zu werden, der in Wimbledon triumphiert, doch er verlor gegen Pete Sampras. 2001 verlor er dort das Finale erneut, diesmal gegen Goran Ivanišević. Rafter gewann außerdem 1999 die Doppelkonkurrenz der Australian Open.
Im Davis Cup erreichte er mit dem australischen Team 2000 und 2001 das Finale, konnte aber keines der Endspiele gegen Spanien beziehungsweise Frankreich gewinnen.
Am 30. November 2001 bestritt er sein letztes Spiel im Davis Cup gegen Sébastien Grosjean. Danach beendete er wegen chronischer Rückenprobleme seine Profikarriere. Nach Angaben der ATP hat er Preisgelder in Höhe von 11.127.058 US-Dollar erspielt.
Rafter gehörte zu den Tennisprofis, die die Aufschlag-und-Flugball-Strategie (Serve and volley) verfolgten. 2002 wurde er als Australian of the Year ausgezeichnet. 2006 erfolgte seine Aufnahme in die International Tennis Hall of Fame.
Seit 2008 spielt Rafter bei Turnieren der ATP Champions Tour. Sein Debüt feierte er mit einem Turniersieg in Graz, seitdem konnte er zwei weitere Turniere auf dieser Tour gewinnen.
2014 gab Rafter bei den Australian Open ein Kurzcomeback an der Seite von Lleyton Hewitt, sie schieden aber bereits in der ersten Runde aus.

## Erfolge
| Legende                           |
| Grand Slam (2)                    |
| Grand Slam Cup (0)                |
| ATP Masters Series (2)            |
| ATP International Series Gold (1) |
| ATP International Series (6)      |

| Titel nach Belag |
| Hartplatz (13)   |
| Sand (2)         |
| Rasen (6)        |
| Teppich (0)      |

### Einzel

#### Turniersiege
| Nr. | Datum           | Turnier              | Belag     | Finalgegner        | Ergebnis           |
| --- | --------------- | -------------------- | --------- | ------------------ | ------------------ |
| 1.  | 13. Juni 1994   | Manchester           | Rasen     | Wayne Ferreira     | 7:65, 7:64         |
| 2.  | 25. August 1997 | US Open (1)          | Hartplatz | Greg Rusedski      | 6:3, 6:2, 4:6, 7:5 |
| 3.  | 6. April 1998   | Chennai              | Hartplatz | Mikael Tillström   | 6:3, 6:4           |
| 4.  | 15. Juni 1998   | ’s-Hertogenbosch (1) | Rasen     | Martin Damm        | 7:62, 6:2          |
| 5.  | 3. August 1998  | Toronto              | Hartplatz | Richard Krajicek   | 7:63, 6:4          |
| 6.  | 10. August 1998 | Cincinnati           | Hartplatz | Pete Sampras       | 1:6, 7:62, 6:4     |
| 7.  | 24. August 1998 | Long Island          | Hartplatz | Félix Mantilla     | 7:63, 6:2          |
| 8.  | 31. August 1998 | US Open (2)          | Hartplatz | Mark Philippoussis | 6:3, 3:6, 6:2, 6:0 |
| 9.  | 14. Juni 1999   | ’s-Hertogenbosch (2) | Rasen     | Andrei Pavel       | 3:6, 7:67, 6:4     |
| 10. | 19. Juni 2000   | ’s-Hertogenbosch (3) | Rasen     | Nicolas Escudé     | 6:1, 6:3           |
| 11. | 20. August 2001 | Indianapolis         | Hartplatz | Gustavo Kuerten    | 4:2 Aufgabe        |

#### Finalteilnahmen
| Nr. | Datum             | Turnier      | Belag         | Finalgegner        | Ergebnis                |
| --- | ----------------- | ------------ | ------------- | ------------------ | ----------------------- |
| 1.  | 18. April 1994    | Hongkong     | Hartplatz     | Michael Chang      | 1:6, 3:6                |
| 2.  | 3. März 1997      | Philadelphia | Hartplatz (i) | Pete Sampras       | 7:5, 6:74, 3:6          |
| 3.  | 14. April 1997    | Hongkong     | Hartplatz     | Michael Chang      | 3:6, 3:6                |
| 4.  | 26. Mai 1997      | St. Pölten   | Sand          | Marcelo Filippini  | 6:72, 2:6               |
| 5.  | 18. August 1997   | New Haven    | Hartplatz     | Jewgeni Kafelnikow | 6:74, 4:6               |
| 6.  | 25. August 1997   | Long Island  | Hartplatz     | Carlos Moyá        | 4:6, 6:71               |
| 7.  | 6. Oktober 1997   | München      | Teppich (i)   | Pete Sampras       | 2:6, 4:6, 5:7           |
| 8.  | 17. Mai 1999      | Rom          | Sand          | Gustavo Kuerten    | 4:6, 5:7, 6:76          |
| 9.  | 16. August 1999   | Cincinnati   | Hartplatz     | Pete Sampras       | 6:77, 3:6               |
| 10. | 10. Juli 2000     | Wimbledon    | Rasen         | Pete Sampras       | 7:610, 6:75, 4:6, 2:6   |
| 11. | 13. November 2000 | Lyon         | Teppich (i)   | Arnaud Clément     | 6:72, 6:75              |
| 12. | 9. Juli 2001      | Wimbledon    | Rasen         | Goran Ivanišević   | 3:6, 6:3, 3:6, 6:2, 7:9 |
| 13. | 6. August 2001    | Montreal     | Hartplatz     | Andrei Pavel       | 6:73, 6:2, 3:6          |
| 14. | 13. August 2001   | Cincinnati   | Hartplatz     | Gustavo Kuerten    | 1:6, 3:6                |

### Doppel

#### Turniersiege
| Nr. | Datum           | Turnier         | Belag     | Partner            | Finalgegner                    | Ergebnis                  |
| --- | --------------- | --------------- | --------- | ------------------ | ------------------------------ | ------------------------- |
| 1.  | 23. Mai 1994    | Bologna         | Sand      | John Fitzgerald    | Vojtěch Flégl Andrew Florent   | 6:3, 6:3                  |
| 2.  | 9. Januar 1995  | Adelaide (1)    | Hartplatz | Jim Courier        | Byron Black Grant Connell      | 7:6, 6:4                  |
| 3.  | 13. Mai 1996    | Pinehurst       | Sand      | Pat Cash           | Ken Flach David Wheaton        | 6:2, 6:3                  |
| 4.  | 6. Januar 1997  | Adelaide (2)    | Hartplatz | Bryan Shelton      | Todd Woodbridge Mark Woodforde | 6:4, 1:6, 6:3             |
| 5.  | 16. Juni 1997   | Queen’s Club    | Rasen     | Mark Philippoussis | Sandon Stolle Cyril Suk        | 6:2, 4:6, 7:5             |
| 6.  | 16. März 1998   | Indian Wells    | Hartplatz | Jonas Björkman     | Todd Martin Richey Reneberg    | 6:4, 7:6                  |
| 7.  | 3. August 1998  | Los Angeles     | Hartplatz | Sandon Stolle      | Jeff Tarango Daniel Vacek      | 6:4, 6:4                  |
| 8.  | 1. Februar 1999 | Australian Open | Hartplatz | Jonas Björkman     | Mahesh Bhupathi Leander Paes   | 6:3, 4:6, 6:4, 6:710, 6:4 |
| 9.  | 14. Juni 1999   | Halle           | Rasen     | Jonas Björkman     | Paul Haarhuis Jared Palmer     | 6:3, 7:5                  |
| 10. | 9. August 1999  | Montreal        | Hartplatz | Jonas Björkman     | Byron Black Wayne Ferreira     | 7:6, 6:4                  |

#### Finalteilnahmen
| Nr. | Datum            | Turnier      | Belag       | Partner            | Finalgegner                     | Ergebnis       |
| --- | ---------------- | ------------ | ----------- | ------------------ | ------------------------------- | -------------- |
| 1.  | 18. April 1994   | Hongkong     | Hartplatz   | Jonas Björkman     | Jim Grabb Brett Steven          | walk-over      |
| 2.  | 24. Oktober 1994 | Lyon         | Teppich (i) | Martin Damm        | Jakob Hlasek Jewgeni Kafelnikow | 7:6, 6:7, 6:7  |
| 3.  | 16. Oktober 1995 | Ostrava      | Teppich (i) | Guy Forget         | Jonas Björkman Javier Frana     | 6:7, 4:6, 6:7  |
| 4.  | 22. April 1996   | Bermuda      | Sand        | Pat Cash           | Jan Apell Brent Haygarth        | 6:3, 1:6, 3:6  |
| 5.  | 17. März 1997    | Indian Wells | Hartplatz   | Mark Philippoussis | Mark Knowles Daniel Nestor      | 6:7, 6:4, 5:7  |
| 6.  | 21. April 1997   | Tokio        | Hartplatz   | Justin Gimelstob   | Martin Damm Daniel Vacek        | 6:2, 2:6, 6:7  |
| 7.  | 11. August 1997  | Cincinnati   | Hartplatz   | Mark Philippoussis | Todd Woodbridge Mark Woodforde  | 6:7, 6:4, 4:6  |
| 8.  | 18. Juni 2001    | Halle        | Rasen       | Maks Mirny         | Daniel Nestor Sandon Stolle     | 4:6, 7:65, 1:6 |

## Abschneiden bei Grand-Slam-Turnieren / Weltrangliste

### Einzel
| Turnier           | 1992 | 1993 | 1994 | 1995 | 1996 | 1997 | 1998 | 1999 | 2000 | 2001 | Karriere |
| ----------------- | ---- | ---- | ---- | ---- | ---- | ---- | ---- | ---- | ---- | ---- | -------- |
| Australian Open   | 1    | 1    | 3    | AF   | 2    | 1    | 3    | 3    | —    | HF   | HF       |
| French Open       | —    | —    | AF   | 1    | 1    | HF   | 2    | 3    | 2    | 1    | HF       |
| Wimbledon         | —    | 3    | 2    | 1    | AF   | AF   | AF   | HF   | F    | F    | F        |
| US Open           | —    | 1    | 3    | 2    | 1    | S    | S    | 1    | 1    | AF   | S        |
| Jahresendposition | 243  | 66   | 20   | 66   | 62   | 2    | 4    | 16   | 15   | 7    |          |

Zeichenerklärung: S = Turniersieg; F, HF, VF, AF = Einzug ins Finale / Halbfinale / Viertelfinale / Achtelfinale; 1, 2, 3 = Ausscheiden in der 1. / 2. / 3. Hauptrunde; Q1, Q2, Q3 = Ausscheiden in der 1. / 2. / 3. Runde der Qualifikation; n. a. = nicht ausgetragen